# Flavia K
Flavia K, nome artístico de Flavia Calin Lemos (São Caetano do Sul, 26 de novembro de 1996) é uma cantora, compositora e pianista brasileira.
Possui graduação em Piano Clássico e Piano Jazz pela Fundação das Artes de São Caetano do Sul.
No início de sua carreira profissional, no começo dos anos 2010, fez shows com Ed Motta, Wilson Simoninha, Jair Oliveira, Cláudya e Patricia Marx.
Em 2014 lançou seu EP de estreia, intitulado "Tudo O Que Soul", que conta com parcerias com Ed Motta ("De Repente") e Wilson Simoninha ("Espera"). Também inclui uma versão de "Iluminados", de Ivan Lins, que foi comentada e reconhecida pelo próprio artista.
Em 2019 lançou seu disco de estreia "Janelas Imprevisíveis", que flerta com os estilos bossa nova, jazz, neo soul e funk. O álbum recebeu aclamação da crítica especializada e foi relançado no Japão pelo selo Disk Union, desta forma conquistando público no país. "Janelas Imprevisíveis" é completamente autoral e contém parcerias com Roberto Menescal ("Canção Do Sol"), Slim Rimografia ("Atelier Do Silêncio") e Marcellus Meirelles ("Se Pá Tum Dêre").
Em 2020 foi semifinalista do Prêmio Profissionais da Música.
Em 2021 lançou o EP "Nítida (Ao Vivo)", projeto audiovisual e que conta com 5 faixas gravadas ao vivo no formato voz e teclado.

## Discografia
| Álbum                 | Lançamento           | Formato           | Gravadora    |
| --------------------- | -------------------- | ----------------- | ------------ |
| Tudo O Que Soul       | 8 de outubro de 2014 | CD, streaming     | Independente |
| Live Session          | 14 de junho de 2019  | Streaming         | Independente |
| Janelas Imprevisíveis | 3 de outubro de 2019 | CD, LP, streaming | Independente |
| Nítida (Ao Vivo)      | 17 de março de 2021  | Streaming         | Independente |